# Echinopyrrhosia pictipennis
Echinopyrrhosia pictipennis là một loài ruồi trong họ Tachinidae.